# القرن 1 ق م

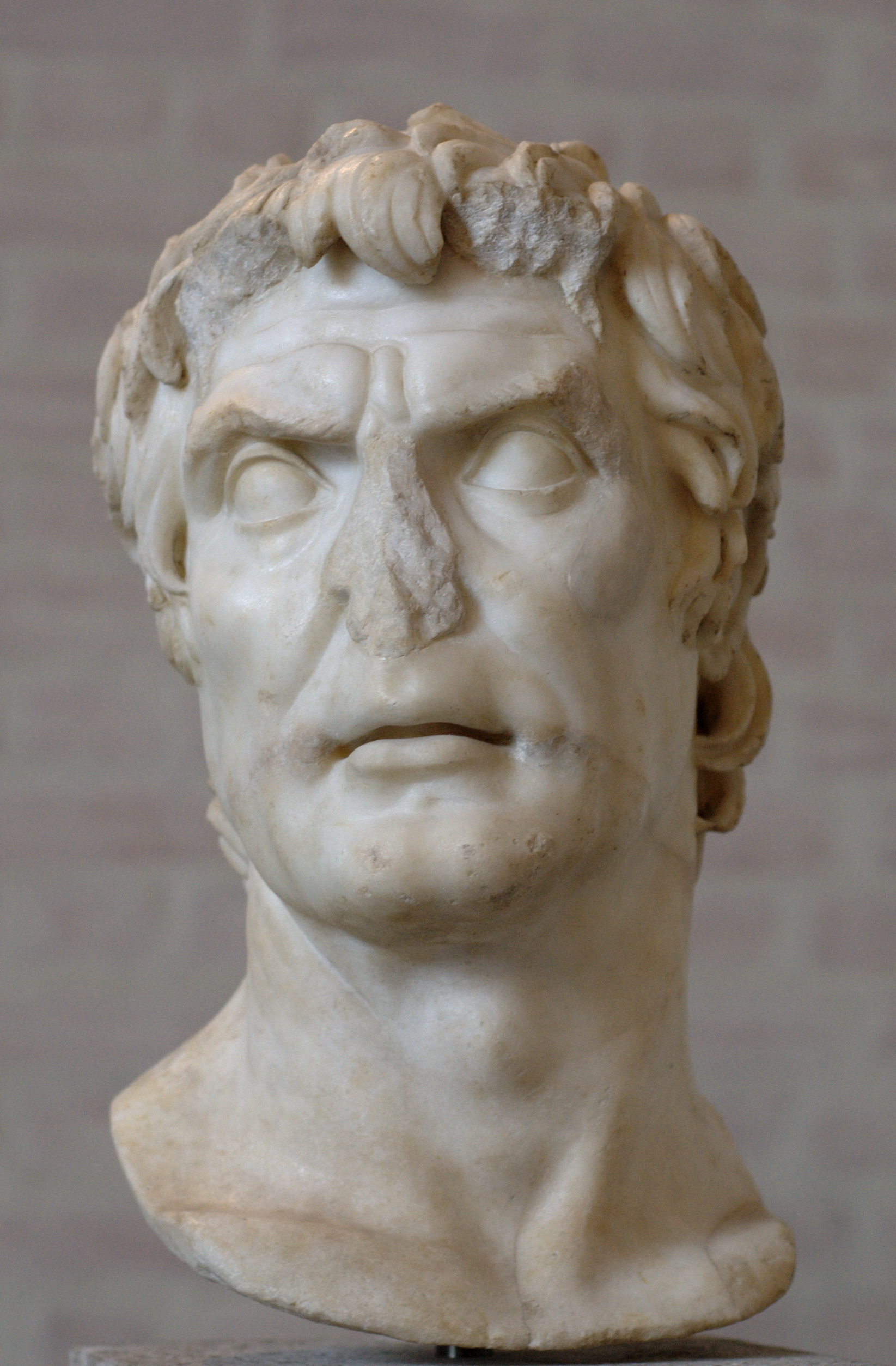
سولا

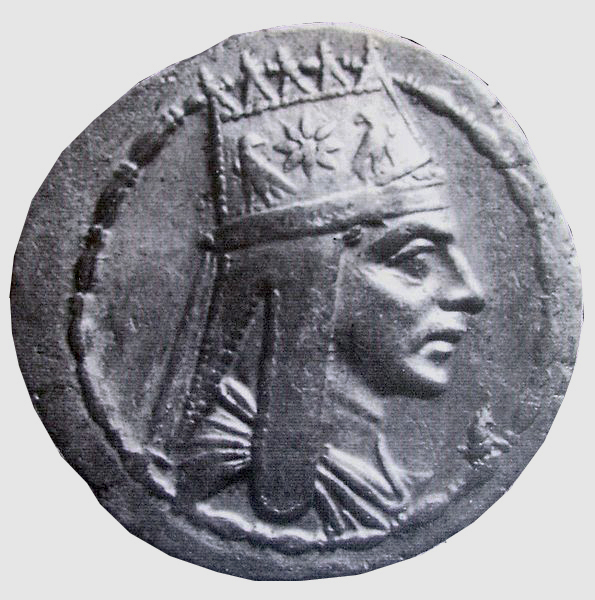
تيغرانيت الكبير

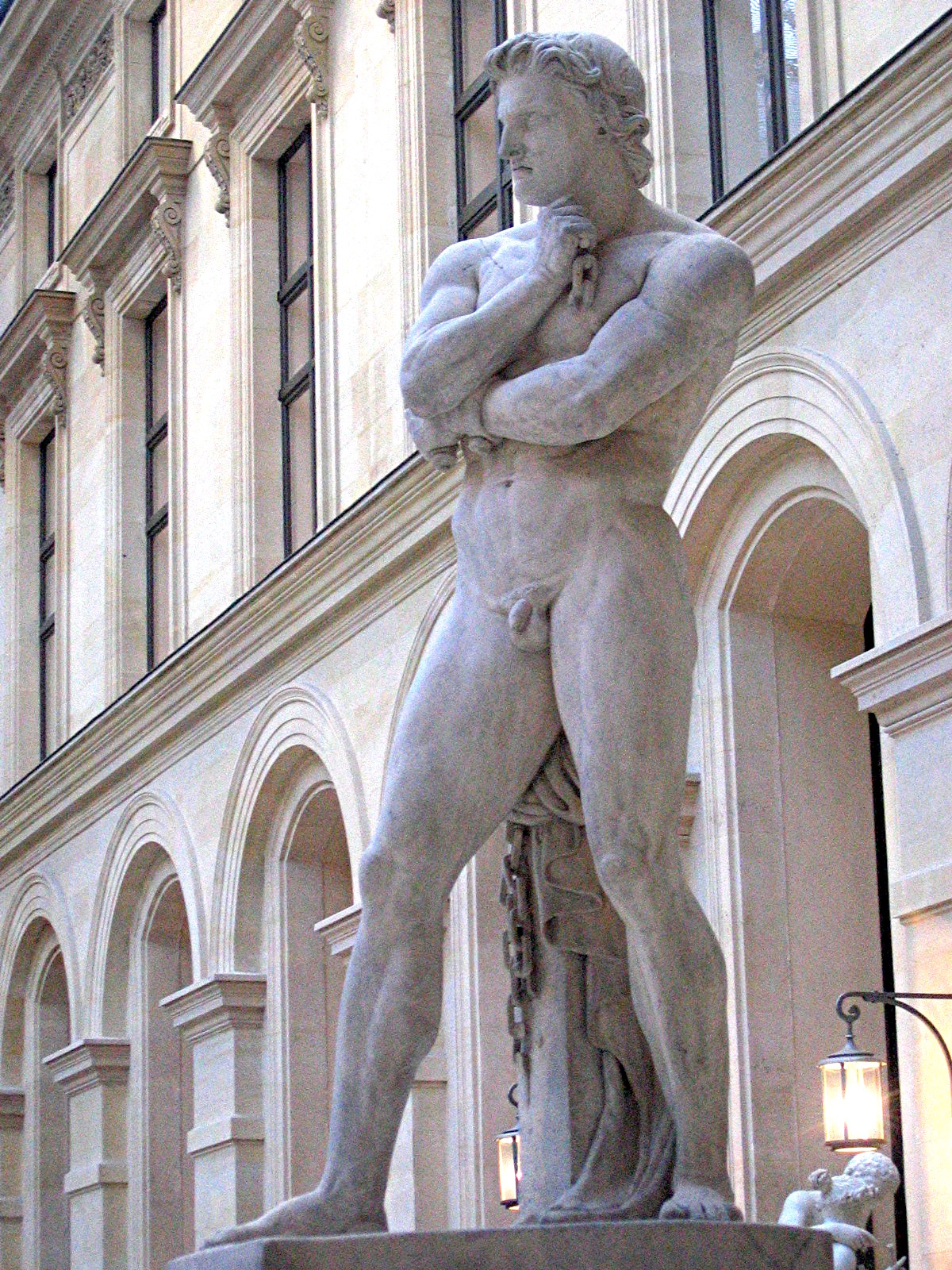
سبارتاكوس

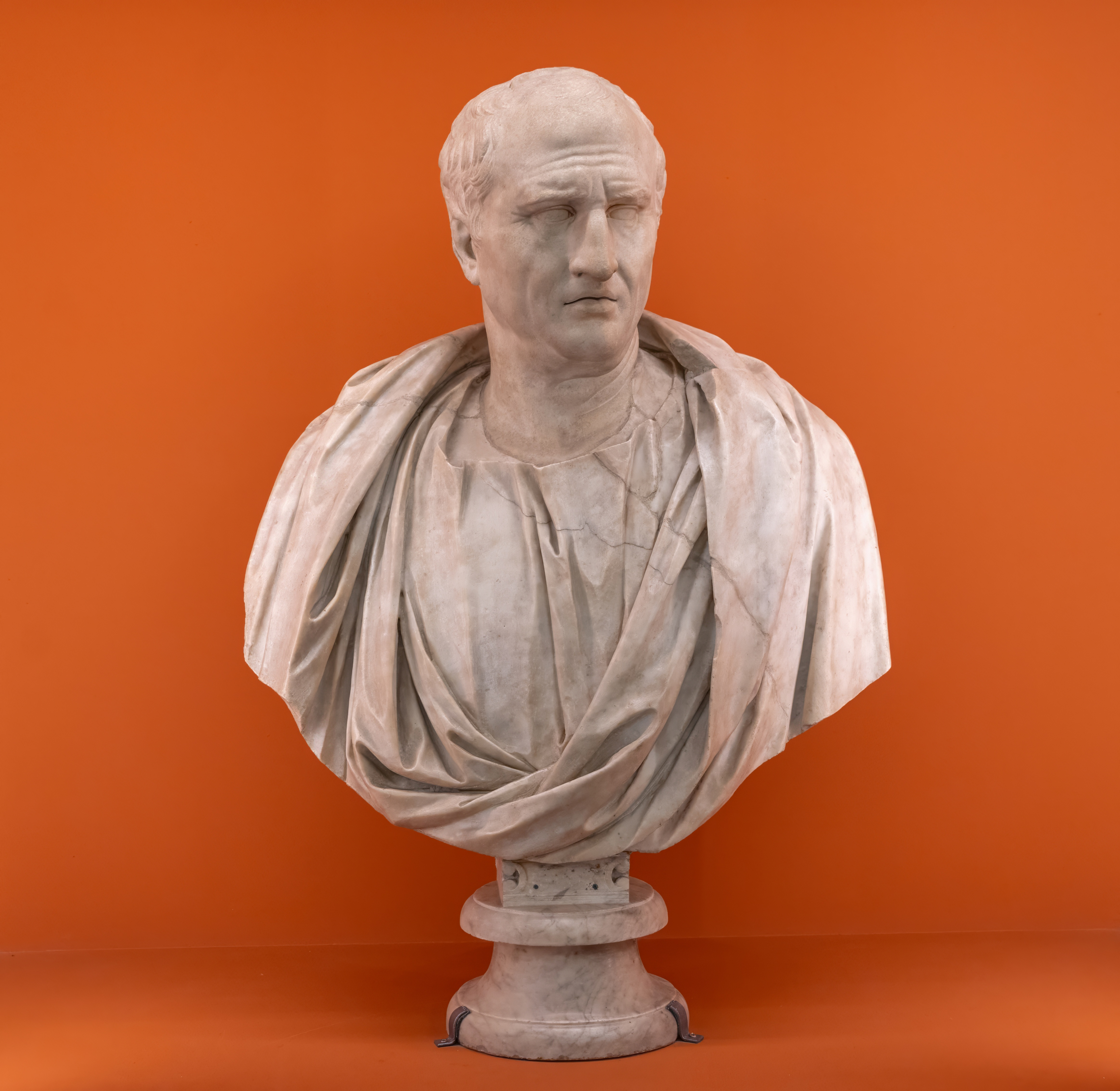
شيشرون

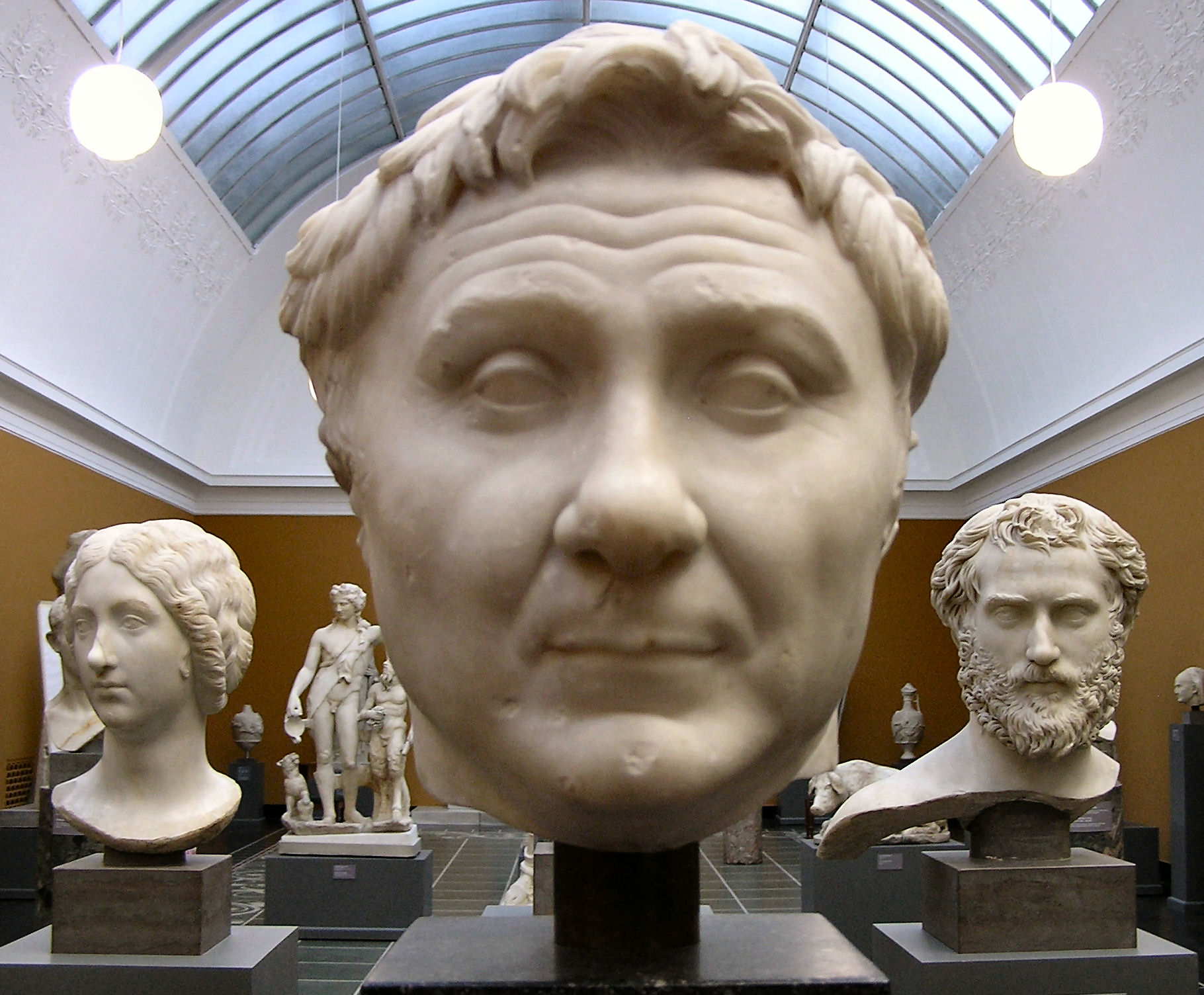
بومبيوس الكبير

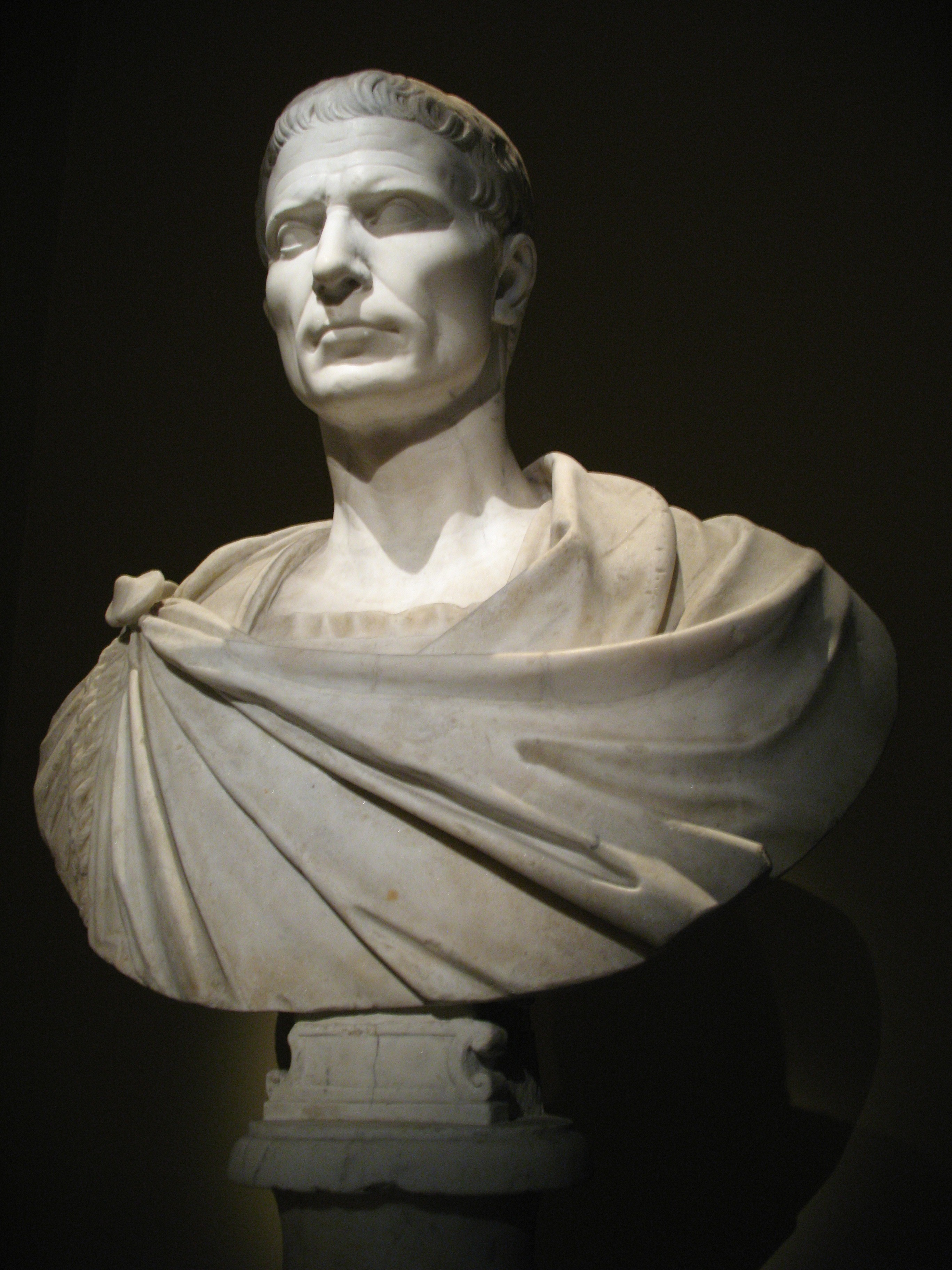
يوليوس قيصر

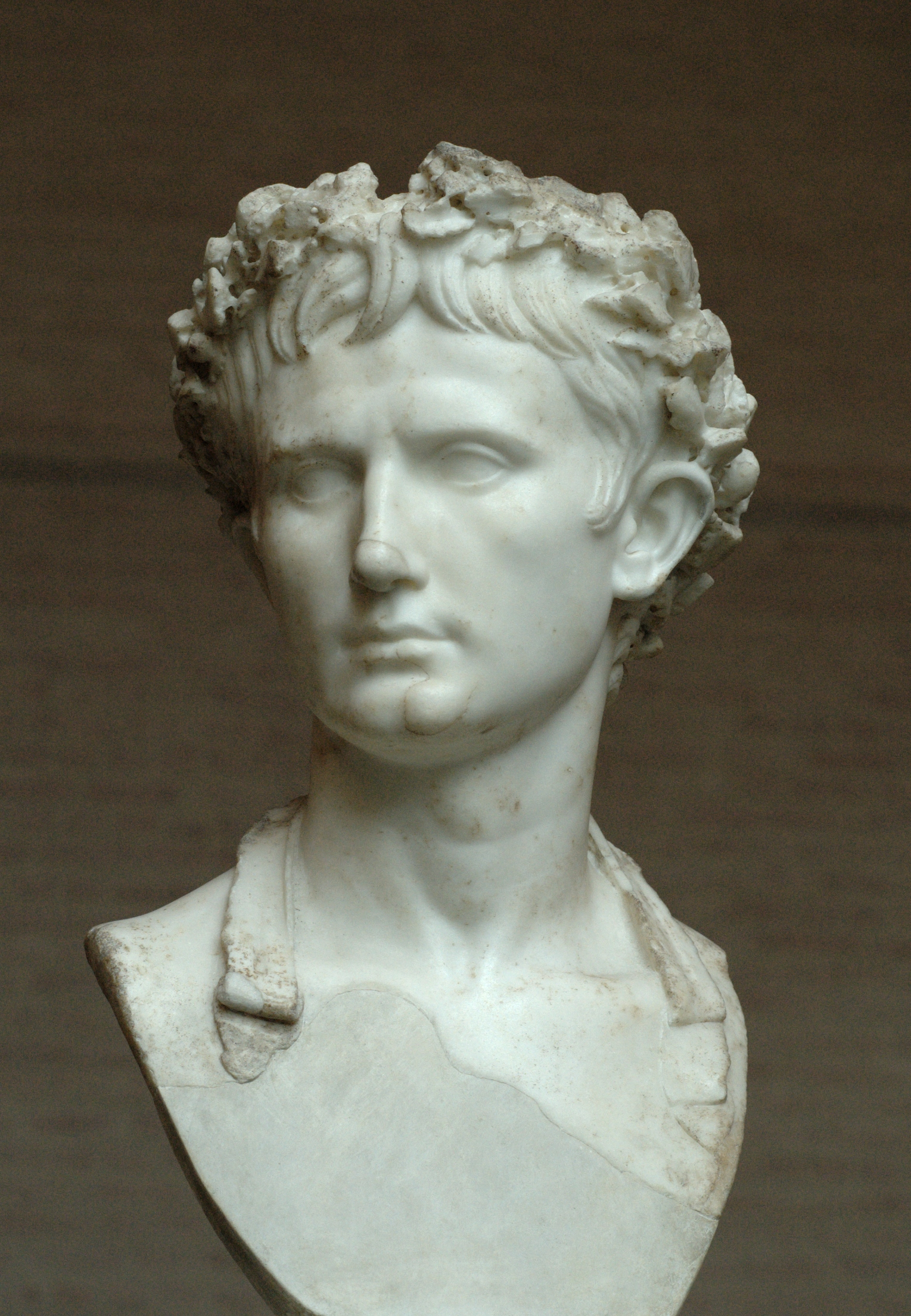
أغسطس قيصر

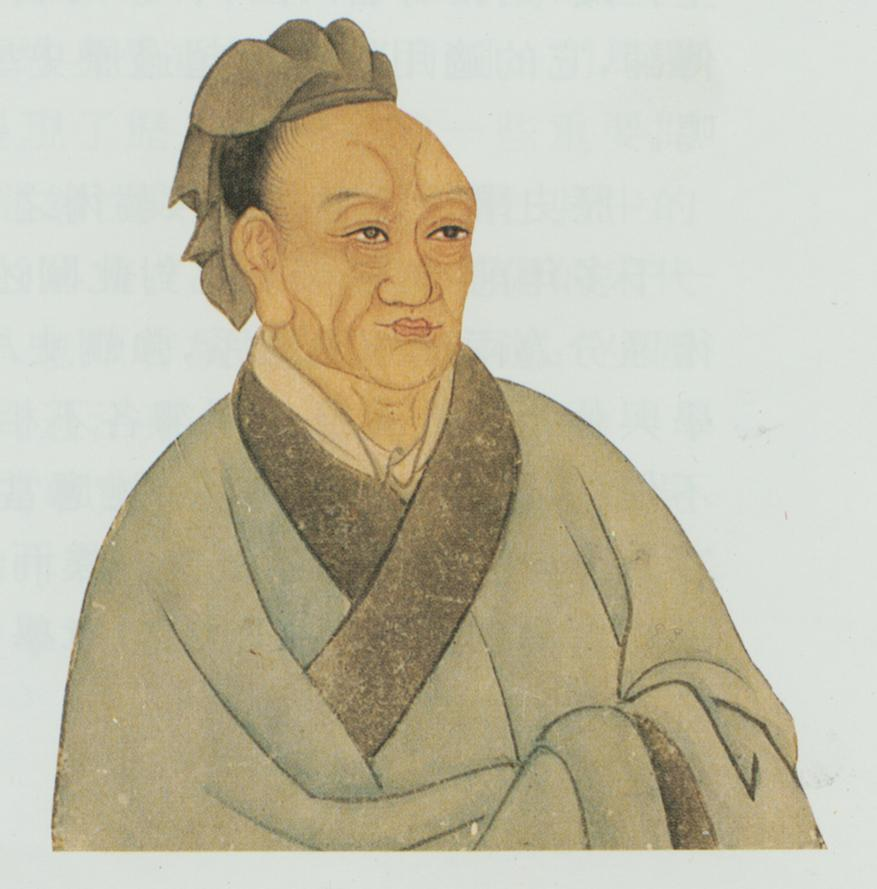
سيما قيان

هو القرن الممتد من سنة 100 قبل الميلاد (ق م) وينتهي عام 1 ق م، وتعني الميلاد هنا التاريخ المفترض لميلاد المسيح. وبذلك فإن السنة التي تتلو سنة 1 ق م هي سنة 1م[ ؟ ]، ورغم ذلك فإن السنة 1 ق م يشار إليها حسب الترقيم الفضائي للسنوات بالسنة 0، في حين أن السنة 2 ق م يشار إليها بالسنة 1-.
في هذا يوسع الرومان من رقعة دولتهم إلى شرق البحر الأبيض المتوسط وذلك بعد سقوط الإمبراطورية السلوقية في سنة 63 ق م، إلا أنهم يواجهون عدة تحديات حيث تندلع الحروب الأهلية الرومانية من العبيد والفقراء من جهة ومن الأرستقراطيين المعارضين للحكم الإمبراطوري من جهة أخرى، حيث تندلع حرب أهلية كبرى في الدولة الرومانية بين يوليوس قيصر الذي يحاول بفرض نفسه إمبراطور وبين بومبيوس الكبير وبعد انتصار يوليوس يتم اغتياله ويتولى ابن أخيه أغسطس قيصر الحكم مكانه ويصبح أول إمبراطور لروما، تواجه روما تحديات أخرى من الخارج وهم قبائل الغول في أوروبا والفرثيين في الشرق الأدنى، وثم يتمكن الرومان في أواخر القرن من إنهاء البطالمة في مصر وينهون حكم كليوباترا السابعة ومارك أنطونيو، وفي أواخر هذا القرن يولد المسيح الشخصية المحورية في الديانة المسيحية.
في الشرق الأقصى بدأ حكم سلالة هان في الصين، حيث تندلع أزمات داخلية في البلاد، حيث تبدأ هجرات قبائل تشيونغ نو بمحاصرة الهانيين من الغرب.

## أحداث
- 96 ق م إسكندر الياني يحاصر غزة وينجح في الدخول إليها.
- 95 ق م ديكرانوس الثاني يتولى حكم أرمينيا.
- 91 ق م اغتيال ماركوس ليفيوس دروسوس يؤدي إلى حرب أهلية في إيطاليا.
- 89 ق م بدأ الحروب المثراتية الأولى بين الجمهورية الرومانية ومملكة البنطس.
- 89 ق م فالغامبا من أنورادابورا يسيطر على سريلانكا.
- 88 ق م مقتل حوالي 80 ألف روماني مدني في آسيا الصغرى من قبل البنطيين.
- 88 ق م-87 ق م حروب سولا الأهلية- سولا يوجه نحو روما ويهزم غايوس ماريوس.
- 86 ق م حصار أثينا وبيرايوس ينتهي بسيطرة الرومان[ ؟ ] على أثينا.
- 85 ق م أريطاس الثالث يحتل دمشق.
- 73 ق م بدأ حرب العبيد الثالثة في إيطاليا بقيادة المجالد سبارتاكوس.
- 71 ق م بومبيوس الكبير ينهي الحرب السرتورية في أيبيريا[ ؟ ] و حرب العبيد الثالثة في جنوب إيطاليا مع غايوس كلاوديوس غلابر بسقحها بالقوة.
- 69 ق م لوكولوس ينتصر في معركة تيغرانوسيرتا ويغزو أرمينيا ويستعيد السيطرة على سلوقية في سوريا.
- 68 ق م بومبيوس الكبير يحل محل لوكولوس في قيادة الحرب الميثرائية الثالثة.
- 67 ق م بومبيوس الكبير يحارب القراصنة في البحر الأبيض المتوسط ويسحقهم.
- 66 ق م بومبيوس الكبير يحتل أسيا الصغرى ويطرد ميثراداتس السادس.
- 63 ق م ميثراداتس السادس ينتحر بعد هزيمته في الحرب الميثراديتية الثالثة.
- 63 ق م بومبيوس الكبير يضم أورشليم إلى سلطة روما ويبني مستعمرة رومانية هناك.
- 62 ق م مملكة الأنباط تصبح تابعة لروما.
- 61 ق م بدأ الحروب الغالية بين الرومان[ ؟ ] بقيادة يوليوس قيصر ضد قبائل هيلفيتي وأورغيروتوكس التي تحاول النزوح إلى جنوب غرب فرنسا.
- 60 ق م يوليوس قيصر وبومبيوس الكبير وماركوس ليسينيوس كراسوس يبدئون بالحكم الثلاثي الأول.
- 60 ق م قبائل الساكا السكيثية تحتل ماثورا في شمال الهند.
- 58 ق م معركة بيبكريت: يوليوس قيصر يهزم قبائل الهيلفيتي الغولية.
- 58 ق م الجرمان يغزون بلاد الغال ويوليوس قيصر يهزمهم في معركة فوسغاس.
- 57 ق م يوليوس قيصر يتمكن من احتلال بيلجي في شمال بلاد الغال.
- 57 ق م تأسيس سلالة شلا التي حكمت شبه جزيرة كوريا لحوالي 1000 سنة.
- 55 ق م-54 ق م بدأ الحملات القيصرية لبريطانيا.
- 54 ق م-53 ق م قبائل من شمال بلاد الغال تثور ضد يوليوس قيصر.
- 52 ق م بومبيوس الكبير ينضم إلى أوبتيميتس ويصبح قنصل روما.
- 52 ق م فرسن جتريكس يقود ثورة للغوليين ضد الحكم الروماني وتنتهي الثورة بهزيمته.
- 49 ق م اندلاع الحرب القيصرية الأهلية بين يوليوس قيصر وبومبيوس الكبير بعد عبور يوليوس وجيشه نهر روبيكوني.
- 48 ق م بدأ الحرب الأهلية البطلمية بين كليوباترا السابعة وأخيها بطليموس الثالث عشر.
- 48 ق م يوليوس قيصر يهزم بومبيوس الكبير في معركة فارسالوس في اليونان.
- 47 ق م كليوباترا السابعة تستعيد العرش البطلمي بعد معركة النيل.
- 46 ق م يوليوس قيصر يحتل مقاطعة أفريكا بعد معركة ثابسوس.
- 45 ق م يوليوس قيصر ينتصر في معركة موندا ويستعيد السيطرة على هسبانيا وينهي الحرب الأهلية الرومانية.
- 44 ق م يوليوس قيصر ينفرد بالحكم في روما ويفرض نفسه دكتاتورا على الدولة الرومانية.
- 44 ق م يوليوس قيصر يعيد بناء قرطاج وكورنثوس كمستعمرات رومانية.
- 44 ق م إغتيال يوليوس قيصر من قبل أعضاء من مجلس الشيوخ بعد أن أعلن انفراده بحكم روما.
- 43 ق م أغسطس قيصر وماركوس أنطونيوس وماركوس إيمليليوس ليبيدوس يبدئون بفترة الحكم الثلاثي الثاني في روما، بعد اغتيال يوليوس قيصر.
- 42 ق م الحكم الثلاثي الثاني الروماني ينجح في هزيمة مغتالي يوليوس قيصر في معركة فيليبي.
- 42 ق م-41 ق م أغسطس قيصر يحارب فولفيا في حرب بيروسين وينتصر عليها.
- 40 ق م باقور الأول إمبراطور فرثيا يحتل سوريا.
- 39 ق م فينتيديوس يهزم الفرثيين ويستعيد السيطرة على سوريا الرومانية.
- 37 ق م ماركوس أنطونيوس يغزو فرثيا.
- 37 ق م تأسيس دولة غوغوريو في جنوب منشوريا.
- 36 ق م معركة نولوخوس: الحكم الثلاثي الثاني الروماني يستيعدون السيطرة على صقلية بعد هزيمة سكتوس بومبيوس ابن بومبيوس الكبير.
- 34 ق م كليوباترا السابعة وماركوس أنطونيوس يتفقان على الهبات السكندرية ,والتي يموجبها سلم ماركوس أنطونيوس أراضي شرق الإمبراطورية الرومانية الواقعة تحت سيطرته إلى كليوباترا وأبنائها.
- 32 ق م نشوب الحرب الأهلية الرومانية الختامية بين أغسطس قيصر وماركوس أنطونيوس بعد أن سلم الأخير أراضي شرق الإمبراطورية إلى كليوباترا السابعة ملكة مصر.
- 31 ق م معركة أكتيوم: قوات أغسطس قيصر تهزم قوات ماركوس أنطونيوس وكليوباترا السابعة.
- 30 ق م أغسطس قيصر يحتل مصر وينهي حكم البطالمة.
- 27 ق م السيناتور أغسطس قيصر ينفرد بحكم روما ويعلن نفسه أول إمبراطور على روما وينهي عهد الجمهورية الرومانية.
- 25 ق م غلاطية تلتحق بحكم الإمبراطورية الرومانية بعد وفاة أيمنتاس الغلاطي.
- 19 ق م انتهاء الحروب الكانتابرية بسيطرة روما على هسبانيا.
- 18 ق م تأسيس سلالة بايكتشي والتي حكمت في وسط شبه جزيرة كوريا.
- 16 ق م-13 ق م قوات أغسطس قيصر تعبر نهر الراين لتبدأ باحتلال جرمانيا.
- 8 ق م وانغ مانغ يصبح الحاكم العسكري والمدني للصين.
- 6 ق م-4 ق م ولادة يسوع المسيح (عيسى بن مريم في القرآن).
- 4 ق م اليهودية تصبح محافظة رومانية بعد وفاة هيرودس الأول.

## شخصيات من القرن 1 ق م
- فلوطرخس مؤرخ ورحالة يوناني.
- غايوس ماريوس جنرال وسياسي روماني.
- سترابو مؤرخ وجغرافي يوناني.
- ديودور الصقلي مؤرخ ورحالة صقلي يوناني.
- بوريبيستا ملك داقية.
- كاتو الأصغر سياسي ورجل روماني.
- أغسطس قيصر أول إمبراطور لروما.
- شيشرون سياسي وكاتب روماني.
- كليوباترا السابعة حاكمة مصر.
- هيرودس الأول ملك اليهودية.
- هوراس شاعر روماني.
- يسوع الناصري الشخصية المحورية في المسيحية (عيسى بن مريم في القرآن).
- مريم العذراء والدة يسوع.
- يوحنا المعمدان أو يحيى نبي عند المسيحية والإسلام والمندائية.
- يوليوس قيصر جنرال وسياسي روماني.
- تيتوس ليفيوس مؤرخ روماني.
- لوكريتيوس شاعر وفيلسوف روماني.
- ماركوس أنطونيوس جنرال روماني.
- ماركوس ليسينيوس كراسوس جنرال وسياسي روماني.
- بروتس ابن قيصر المتبنى والذي تم قتله لاحقاً.
- ماركوس فيبسانيوس أغريبا رجل دولة وجنرال روماني.
- بومبيوس الكبير جنرال وسياسي روماني.
- سكستوس بومبيوس جنرال روماني وابن بومبيوس.
- بطليموس الثالث عشر حاكم مصر.
- أوفيد شاعر روماني.
- فيرجيل شاعر ومؤرخ روماني.
- سبارتاكوس ثائر روماني.
- سيما كيان مؤرخ صيني.
- ديكرانوس الثاني ملك أرمينيا.
- بوسيدونيوس فيلسوف وفلكي يوناني سوري
- جيمينوس فلكي ورياضياتي يوناني

## الإختراعات
- أنتيكيثيرا على طريق اليونانيين
- أرقام المايا عن طريق شعب المايا